# 드미트로 스토로주크

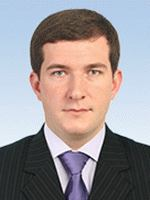

드미트로 아나톨리요비치 스토로주크(우크라이나어: Дмитро Анатолійович Сторожук, 1985년 11월 12일 ~ )는 우크라이나의 변호사, 정치인이다.
2007년부터 민간 로펌에서 법률 고문으로 근무했으며 2008년에는 우크라이나 내무부 아카데미 법학과를 졸업했다. 2014년 3월 5일부터 2014년 10월 24일까지 우크라이나 국경국에서 근무했고 2014년 11월 11일부터 2016년 5월 6일까지 우크라이나 최고 라다에서 국민전선 소속 인민대의원을 역임했다.
2016년 6월 7일에는 우크라이나 검찰청으로부터 제1검사로 임명되었고 2014년 7월 17일에 일어난 말레이시아 항공 17편 격추 사건에 가담한 친러시아 분리주의 반군에 대한 국제 조사 그룹의 일원으로 참여했다.